# جامبراله
جامبراله (به ایتالیایی: Gamberale) یک کومونه در ایتالیا است که در استان کییتی واقع شده‌است.

## خصوصیات
جامبراله ۱۵ کیلومترمربع مساحت و ۳۷۴ نفر جمعیت دارد و ۱٬۳۴۳ متر بالاتر از سطح دریا واقع شده‌است.